# ビャーケ・フレレスビッグ
ビャーケ・マックス・フレレスビッグ（デンマーク語: Bjarke Max Frellesvig、1961年生まれ）はデンマークの言語学者。日本語の歴史的研究で知られる。

## 経歴
フレレスビッグはコペンハーゲンで生まれ、1993年にコペンハーゲン大学の博士の学位を取得した。
1993年からオーフス大学で教え、1996年にコペンハーゲン大学の準教授、1996年からオスロ大学の准教授・教授、1999年からはオックスフォード大学の准教授(university lecturer)・教授として日本語学を教えている。

## 研究活動・業績
- フレレスビッグは「オックスフォード上代日本語コーパス」構築を主導している。このコーパスはオンラインで利用できる[2]。フレレスビッグは実際にこのコーパスを利用した研究を発表している[3]。
- 2014年以来フレレスビッグはヨーロッパ日本研究協会の会長をつとめている[4]。

## 主な著作
- Frellesvig, Bjarke (1995). A Case Study in Diachronic Phonology: the Japanese Onbin Sound Changes. Aarhus: Aarhus University Press
- Frellesvig, Bjarke (2001). “A common Korean and Japanese copula”. Journal of East Asian Linguistics 10 (1):  1-35.
- Frellesvig, Bjarke; Whitman, John (2004). “The Vowels of Proto-Japanese” (pdf). Japanese Language and Literature 38 (2):  281-299.

ジョン・ホイットマンとともに日本祖語の7母音説を提出した。
- Frellesvig, Bjarke; Whitman, John, ed (2008). Proto-Japanese: Issues and prospects. John Benjamins
- Frellesvig, Bjarke (2010). A history of the Japanese language. Cambridge University Press
- Frellesvig, Bjarke; Kinsui, Satoshi; Whitman, John, ed (2024). Handbook of Historical Japanese Linguistics. Handbooks of Japanese Language and Linguistics. 1. De Gruyter Mouton